# Power Rangers (film)
Power Rangers, in sommige landen beter bekend als Saban's Power Rangers, is een Amerikaanse actiefilm uit 2017, geproduceerd door Haim Saban.

## Verhaal
Vijf normale middelbare scholieren ontdekken dat hun kleine dorp Angel Grove en de rest van de wereld op het punt staat vernietigt te worden dooreen buitenaardse bedreiging onder leiding van Rita Repulsa. De vijf zijn gekozen door het lot en moeten hun persoonlijke problemen aan de kant zetten om samen te werken als de Power Rangers.

## Rolverdeling
- Dacre Montgomery als Jason Scott, de Rode Ranger
- Naomi Scott als Kimberly Hart, de Roze Ranger
- RJ Cyler als Billy Cranston, de Blauwe Ranger
- Becky G als Trini Kwan, de Gele Ranger
- Ludi Lin als Zack Taylor, de Zwarte Ranger
- Bill Hader als Alpha 5 (stemrol)
- Bryan Cranston als Zordon
- Elizabeth Banks als Rita Repulsa
- Fred Tatasciore als Goldar (stemrol)

## Ontvangst
Power Rangers ging op 22 maart 2017 in première en werd door het publiek gemengd ontvangen. Op Rotten Tomatoes heeft de film een score van 51% op basis van 181 beoordelingen. Metacritic komt op een score van 44/100, gebaseerd op 30 beoordelingen.